# سعدان ليلي بيروفي
سعدان ليلي بيروفي (الأسم العلمي:Aotus miconax)، المعروف أيضا باسم سعدان الأنديز الليلي، هو قرد ليلي من قرود العالم الجديد يستوطن شمال البيرو . يزن البالغون حوالي 1 كيلوغرام (2.2 رطل) وطوله يصل إلى 50 سنتيمتر (20 بوصة). لونه رمادي إلى بني فاتح مع علامات مميزة بالأبيض والأسود على الوجه. الصدر والبطن والذراعين العلويين يشوبهما اللون البرتقالي، ولكن إلى حدٍ أقل من سعدان ليلي أسود الرأس.
هذا النوع هو واحد من القرود الإقليم المداري الجديد الأقل شهرة وربما أندر. هذه الأنواع مدرجة ضمن انوع مهدد بخطر انقراض أدنى من قبل الاتحاد الدولي لحفظ الطبيعة والمعرضة للانقراض بموجب قانون بيرو.

## السلوك
هذا النوع أحادي الزواج ويعيش في مجموعات عائلية صغيرة من 2 إلى 6 أفراد مشابه لتلك الخاصة بأنواع الاوتوس الأخرى. بالكاد توجد أي بيانات عن المتطلبات الغذائية لـ سعدان الأنديز الليلي ، لكن من المعروف أنها مقتات للفواكه ولكنها تستهلك أيضًا براعم الأوراق والحشرات . وقد لوحظ هذا النوع في الغابات الأولية والثانوية ، من مناطق واسعة من الغابات المتجاورة إلى بقع الغابات الصغيرة.

## التهديدات والحفظ
إن التهديد الرئيسي الذي يواجه سعدان ليلي بيروفي هو النمو المستمر للسكان البشر وما يرتبط بذلك من تدمير الموائل. يمثل الصيد تهديداً أقل لهذا النوع، لكنه ما زال مطاردًا لتجارة الحيوانات الأليفة من قبل الصيادين.
تجري شركة الحفاظ على القرود النائية بتمويل من شركة Primate Conservation Inc. حالياً ، الدراسة قائمة على حفظ الأنواع الموجودة في لا إسبرنازا، في الأمازون. تهدف الشبكة التي يديرها المجتمع على المساعدة في الحفاظ هذا النوع وكذلك القرد الصوفي ذي الذيل الأصفر المهدّد بالانقراض.